# Первомайск (Комсомольский сельсовет)
Первома́йск (бел. Першама́йск; до 1934 года — Святое) — деревня в Речицком районе Гомельской области Белоруссии. В составе Комсомольского сельсовета.

## География

### Расположение
В 48 км на северо-запад от районного центра и железнодорожной станции Речица (на линии Гомель — Калинковичи), 98 км от Гомеля.

## Транспортная сеть
Транспортные связи по просёлочной, затем автомобильной дороге Светлогорск — Речица. Планировка состоит из 2 прямолинейных, параллельных между собой меридиональной ориентации улиц, соединённых в центре короткой широтной улицей. Застройка двусторонняя, неплотная, деревянная, усадебного типа.

## История
По письменным источникам известна с XVIII века как селение в Речицком повете Минского воеводства Великого княжества Литовского, во владении Потоцких, затем Масальских. После 2-го раздела Речи Посполитой (1793 год) в составе Российской империи. Под 1828 год обозначена в Сведском церковном приходе. Входила в состав поместья Горваль, во владении генерал-майора Г. Ф. Менгдена. Согласно переписи 1897 года действовали школа грамоты, магазин. В 1908 году в Горвальской волости Речицкого уезда Минской губернии.
С 8 декабря 1926 года до 30 декабря 1927 года центр Святовского сельсовета Горвальского, с 4 августа 1927 года — Речицкого районов Речицкого, с 9 июня 1927 года — Гомельского округов.
В 1930 году организован колхоз «1 августа», работали кузница и верёвочная мастерская. Во время Великой Отечественной войны в деревне часто дислоцировались партизаны, преимущественно отряда «Смерть фашизма». 13 мая 1943 года каратели полностью сожгли деревню и убили 118 жителей. 77 жителей погибли на фронте. Согласно переписи 1959 года в составе совхоза «Комсомолец» (центр — деревня Комсомольск). Располагались библиотека, фельдшерско-акушерский пункт, клуб.

## Население

### Численность
- 2004 год — 103 хозяйства, 227 жителей.

### Динамика
- 1795 год — 32 двора.
- 1850 год — 52 двора, 201 житель.
- 1897 год — 68 дворов 463 жителя (согласно переписи).
- 1908 год — 78 дворов, 581 житель.
- 1940 год — 280 дворов, 1500 жителей.
- 1959 год — 686 жителей (согласно переписи).
- 2004 год — 103 хозяйства, 227 жителей.